# Mejdurétxie (Primórie)
|  | Per a altres significats, vegeu «Mejdurétxie». |

Mejdurétxie (en rus: Междуречье) és un poble del krai de Primórie, a l'Extrem Orient de Rússia, que en el cens del 2010 tenia 240 habitants. Pertany al districte rural de Dalnerétxenski. Fins al 1972 la vila es deia Kitai-Górod.